# Labrador City
Labrador City ist eine Kleinstadt (Town) in der kanadischen Provinz Neufundland und Labrador nahe der Grenze zur Provinz Québec. Labrador City und Wabush werden oft als Doppelstädte bezeichnet. Wabush besitzt den einzigen Flughafen in West-Labrador. Folgende Fluggesellschaften landen dort: Air Canada Jazz, Air Labrador und die Provincial Airlines. Das Motto der Stadt heißt: „Land Of The Hardworking People“ („Land der fleißigen Leute“).
Die Einwohnerzahl betrug 2016 7220. Fünf Jahre zuvor waren es noch 7367.
Labrador City wurde 1961 gegründet, um Angestellte der Iron Ore Company of Canada unterzubringen.

## Wirtschaft und Infrastruktur
Die Region verfügt über große Eisenerzvorkommen. Dementsprechend ist auch die Wirtschaft der Stadt davon geprägt. In der Gegend sind seit den 1960er Jahren mehrere Abbaugebiete der Iron Ore Company of Canada (IOC) unter dem Namen Carol Project in Betrieb. Das Eisenerz wird auf der Quebec North Shore and Labrador Railway (QNSL) zum 420 km entfernten Verladehafen Sept-Îles am Sankt-Lorenz-Strom transportiert.
IOC und der Mehrheitseigner Rio Tinto gaben 2010 ein Investitionsvorhaben von ca. 800 Millionen Dollar bekannt. Aufgrund der Weltwirtschaftskrise und geringerer Nachfrage nach Stahl wurden diese Pläne jedoch vorübergehend ausgesetzt. Nach der weltweiten wirtschaftlichen Erholung bekundeten die Unternehmen die Expansion und Investition in die Projekte in naher Zukunft. Mit dem Baubeginn des neuen Minenprojektes Wabush 3 und der Erweiterung der Grube Sherwood, mit der die Produktionsengpässe bis zur Fertigstellung von Wabush 3 überbrückt werden sollten, wurden die Investitionsvorhaben ab 2015 weiter umgesetzt.
Die nur 5 km entfernte Stadt Wabush verfügt über einen eigenen Flughafen. Der Wabush Airport wird von mehreren regionalen Airlines mit kleineren Maschinen angeflogen.
In der Innenstadt befinden sich die Basilika Unserer Lieben Frau von der Immerwährenden Hilfe, mehrere Einkaufsmöglichkeiten, Restaurants und Cafés. Die Labrador Mall ist das größte Einkaufszentrum und verfügt über 55 Geschäfte.

## Persönlichkeiten
- Hermann Wirth (1877–1956), deutscher Maler, Zeichner und Grafiker
- Damhnait Doyle (* 1975), Pop-Sängerin
- Mark Nichols (* 1980), Curler
- Mike Adam (* 1981), Curler
- Marie-Ève Marleau (* 1982), Wasserspringerin
- Pascal Pelletier (* 1983), Eishockeyspieler
- Dan LaCosta (* 1986), Eishockeytorwart